# 中国浙江投资贸易洽谈会
中国浙江投资贸易洽谈会简称浙洽会，是浙江省人民政府主办的一个年度贸易洽谈会。浙洽会开始于1999年，每年6月8日在宁波举行，截至2012年已经举办13届，主会场为宁波国际会展中心。2002年起，浙洽会与中国国际日用消费品博览会（简称消博会）同时举办，2008年起与中国开放论坛一同举办，已经成为浙江省年中重要的展会。